# Matthew Willock
Matthew Willock (Waltham Forest, 20 augustus 1996) is een Engelse voetballer die doorgaans als middenvelder speelt.. Ook zijn broers Chris en Joe zijn voetballers.

## Carrière
Willock speelde in de jeugd van Arsenal en Reading. Manchester United nam hem in 2013 op in hun jeugdopleiding. In de zomer van 2017 vertrok hij op huurbasis voor een seizoen naar FC Utrecht. Zijn debuut in het betaald voetbal was voor Jong FC Utrecht op 15 september 2017, in een met 1-4 verloren thuiswedstrijd tegen De Graafschap. FC Utrecht stuurde Willock in januari 2018 voortijdig terug naar Manchester.

## Clubstatistieken
| Seizoen                       | Club               | Competitie     | Competitie | Competitie | Beker | Beker | Totaal | Totaal |
| Seizoen                       | Club               | Competitie     | Wed.       | Dlp.       | Wed.  | Dlp.  | Wed.   | Dlp.   |
| ----------------------------- | ------------------ | -------------- | ---------- | ---------- | ----- | ----- | ------ | ------ |
| 2017/18                       | Manchester United  | Premier League | 0          | 0          | 0     | 0     | 0      | 0      |
| 2017/18                       | → Jong FC Utrecht  | Eerste divisie | 6          | 0          | –     | –     | 6      | 0      |
| 2017/18                       | → FC Utrecht       | Eredivisie     | 3          | 0          | 2     | 1     | 5      | 1      |
| 2017/18                       | → St. Johnstone FC | Premiership    | 11         | 1          | 1     | 0     | 12     | 1      |
| 2018/19                       | → St. Mirren FC    | Premiership    | 12         | 0          | 2     | 0     | 14     | 0      |
| 2018/19                       | → Crawley Town FC  | League Two     | 11         | 0          | 0     | 0     | 11     | 0      |
| 2019/20                       | Gillingham FC      | League One     | 7          | 0          | 1     | 0     | 8      | 0      |
| 2020/21                       | Gillingham FC      | League One     | 3          | 0          | 5     | 0     | 8      | 0      |
| Carrièretotaal                | Carrièretotaal     | Carrièretotaal | 53         | 1          | 11    | 1     | 64     | 2      |
| Bijgewerkt op 7 november 2020 |                    |                |            |            |       |       |        |        |